# Эбрилл, Чарльз Джин
 Чарльз Джин Эбрилл (англ. Charles Gene Abrell; 12 августа 1931 — 10 июня 1951) — капрал корпуса морской пехоты США. Во время корейской войны служил в роте Е, 2-го батальона 1-го полка 1-й дивизии морской пехоты. Посмертно награждён медалью почёта за свои героические действия 10 июня 1951 близ Ханёна при продвижении взвода под неприятельским огнём. Он бросился с гранатой во вражеский бункер, подорвав себя и расчёт вражеского орудия.

## Биография
Родился в 1931 в г.Терре-Хот, округ Виго, штат Индиана . Окончил школу в Лас-Вегасе, штат Невада после чего 17 августа 1948 в возрасте 17 лет вступил в ряды корпуса морской пехоты.
После подготовки на учебной базе корпуса морской пехоты Пэррис-Айленд, штат Южная Каролина был отправлен на базу корпуса морской пехоты Кэмп-Лэджен, штат Северная Каролина. Затем служил на борту корабля USS Noble, после чего отправился в Корею в составе 1-й дивизии корпуса морской пехоты.
Участвовал в боях под Инчхоном, Вонсаном, Чосинском водохранилище и Хангумом. Последним его боем стал штурм высоты под Хванчоном, за который его наградили медалью почёта.
Похоронен на West Lawn Cemetery в Фармерсбурге, штат Индиана.
В 1982 [сотрудники библиотеки] Indiana Historical Bureau установили памятную табличку в северной части округа Терре-Хот в память об Эбриле, одну из двенадцати табличек в округе Виго.
В июне 2012 в зале суда округа Виго, штат Индиана в память о проходивших службу в Корее была установлена бронзовая статуя Чарльза Эбрилла в натуральную величину.

## Наградная запись к медали Почёта
Президент США от имени Конгресса берёт на себя честь вручить медаль Почёта посмертно

капралу корпуса морской пехоты США Чарльзу Дж. Эбриллу

за службу, о которой изложено в нижеследующей цитате
За выдающуюся доблесть и отвагу при выполнении с риском для жизни служебного долга в бою с врагом, будучи командиром огневой группы роты Е против вражеских наступающих сил. В ходе наступления со своим взводом на хорошо замаскированную и сильно укреплённую вражескую позицию на холме капрал Эбрилл по своей воле вырвался впереди штурмового взвода, который был прижат к земле градом интенсивного и прицельного огня из автоматического оружия из вражеского бункера, расположенного на господствующей высоте. Будучи до этого раненым [взрывом] гранаты противника он в одиночку предпринял дерзкую атаку против бункера, призывая своих товарищей следовать за ним. Получив ещё два ранения во время штурма огневой позиции он решительно выдернул чеку из гранаты и бросился в бункер превратившись в живую гранату. Получив смертельные ранения при взрыве полностью уничтожившим вражеский орудийный расчёт в укреплении, капрал Эбрилл своим героическим духом самопожертвования перед лицом неминуемой смерти вдохновил своих товарищей и прямо способствовал успешному достижению цели взвода. Своим величественным мужеством и героической инициативой он поддержал и повысил высочайшие традиции флота США. Он храбро отдал жизнь за свою страну.
Подписано: Гарри Трумэн
Оригинальный текст (англ.)
The President of the United States in the name of the Congress takes pride in presenting the Medal of Honor posthumously to

CORPORAL CHARLES G. ABRELL

UNITED STATES MARINE CORPS

for service as set forth in the following citation:
For conspicuous gallantry and intrepidity at the risk of his life above and beyond the call of duty while serving as a fire team leader in Company E, in action against enemy aggressor forces. While advancing with his platoon in an attack against well-concealed and heavily fortified enemy hill positions, Cpl. Abrell voluntarily rushed forward through the assaulting squad which was pinned down by a hail of intense and accurate automatic-weapons fire from a hostile bunker situated on commanding ground. Although previously wounded by enemy hand grenade fragments, he proceeded to carry out a bold, single-handed attack against the bunker, exhorting his comrades to follow him. Sustaining 2 additional wounds as he stormed toward the emplacement, he resolutely pulled the pin from a grenade clutched in his hand and hurled himself bodily into the bunker with the live missile still in his grasp. Fatally wounded in the resulting explosion which killed the entire enemy guncrew within the stronghold, Cpl. Abrell, by his valiant spirit of self-sacrifice in the face of certain death, served to inspire all his comrades and contributed directly to the success of his platoon in attaining its objective. His superb courage and heroic initiative sustain and enhance the highest traditions of the U.S. Naval Service. He gallantly gave his life for his country.
signed Harry S. Truman
— 

## Награды
| A light blue ribbon with five white five pointed stars |                             |                                                         |
| Золотая звезда повторного награждения                  | Литера «V»                  | Бронзовая звезда за службу · Бронзовая звезда за службу |
|                                                        | Серебряная звезда за службу |                                                         |

|                                                                    | Медаль Почёта                                                                  |                                                                                       |
| Медаль Пурпурное сердце                                            | Похвальная медаль ВМС и морской пехоты с литерой «V»                           | Президентская благодарность подразделению с двумя 3/16 дюймовыми бронзовыми звёздами. |
| Медаль «За службу национальной обороне» со значком службы в Европе | Медаль «За службу в Корее» с одной 3/16 дюймовой серебряной звездой за службу. | Медаль «За службу ООН в Корее»                                                        |